# Heptapterus multiradiatus
Heptapterus multiradiatus is een straalvinnige vissensoort uit de familie van de antennemeervallen (Heptapteridae). De wetenschappelijke naam van de soort is voor het eerst geldig gepubliceerd in 1907 door Ihering.
De Heptapterus multiradiatus is een zoetwatervis en leeft in de bovenstroomse gebieden van de Braziliaanse tropische rivier Tietê. De maximale gemeten lengte van de vissensoort is 9,6 centimeter.